# Mörtsjön (Ore socken, Dalarna)
Mörtsjön är en sjö i Rättviks kommun i Dalarna och ingår i Dalälvens huvudavrinningsområde. Sjön har en area på 0,657 kvadratkilometer och ligger 303 meter över havet. Sjön avvattnas av vattendraget Stråån (Tansån). Vid provfiske har abborre, gädda, mört och sik fångats i sjön.

## Delavrinningsområde
Mörtsjön ingår i det delavrinningsområde (681436-147072) som SMHI kallar för Ovan 681268-146948. Medelhöjden är 339 meter över havet och ytan är 10,45 kvadratkilometer. Det finns inga avrinningsområden uppströms utan avrinningsområdet är högsta punkten. Stråån (Tansån) som avvattnar avrinningsområdet har biflödesordning 3, vilket innebär att vattnet flödar genom totalt 3 vattendrag innan det når havet efter 412 kilometer. Avrinningsområdet består mestadels av skog (65 procent) och sankmarker (11 procent). Avrinningsområdet har 1,2 kvadratkilometer vattenytor vilket ger det en sjöprocent på 11,4 procent.